# Mladotice zastávka
Mladotice zastávka – przystanek kolejowy w Mladoticach, w kraju pilzneńskim, w Czechach. Położony jest na wysokości 370 m n.p.m.
Na przystanku nie ma możliwości zakupu biletu, a obsługa podróżnych odbywa się w pociągu. 

## Linie kolejowe
- 160 Plzeň - Žatec